# دین میلوین
دین میلوین (به انگلیسی: Dean Milwain) (زادهٔ ۱۸ اکتبر ۱۹۸۶) شناگر اهل بریتانیا است.